# 埃爾赫特湖

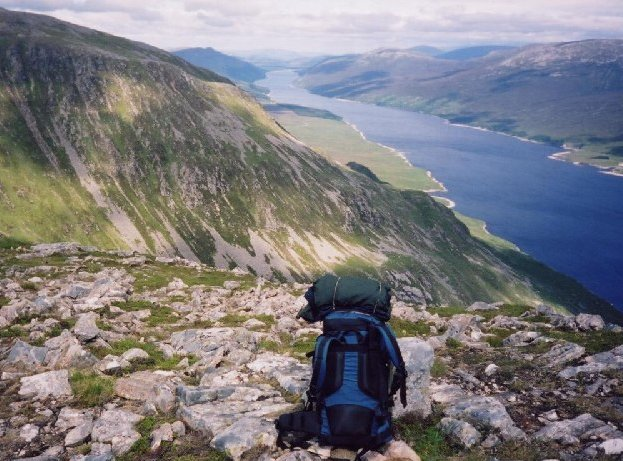
埃爾赫特湖

埃爾赫特湖（英語：Loch Ericht，蘇格蘭蓋爾語：Loch Eireachd）是英國蘇格蘭的一個淡水湖。埃爾赫特湖位於伯斯-金羅斯，海拔高度351米。埃爾赫特湖湖岸長度14.5英里（23.3），面積約7平方英里。埃爾赫特湖是蘇格蘭第十大淡水湖，以鱒魚捕撈而著稱。